# Micro (romanzo)
Micro è un romanzo techno-thriller, l'ultimo di Michael Crichton, pubblicato postumo nel 2011. È stato ricostruito da Richard Preston sulla base degli appunti lasciati da Crichton.

## Storia editoriale
Il 6 aprile 2009 la casa editrice HarperCollins aveva annunciato la pubblicazione di due romanzi inediti di Michael Crichton. Il secondo di questi due è un techno-thriller la cui pubblicazione era prevista per l'autunno 2010, slittata al novembre 2011. Questo romanzo tratta l'ultima frontiera di scienza e tecnologia. È stato ricostruito basandosi sugli appunti e i file personali di Crichton ritrovati nel suo computer assieme al romanzo ultimato L'isola dei pirati. A quanto sembra avrebbe dovuto essere il secondo romanzo di un dittico incominciato con Next. Al momento del ritrovamento il romanzo era completo per un terzo del totale e l'editore della HarperCollins, Jonathan Burnham, assieme all'agente di Crichton, Lynn Nesbit, ha selezionato un coautore affinché finisse il romanzo. In seguito, fu svelato che tale coautore sarebbe stato Richard Preston. Il romanzo è uscito il 22 novembre 2011 con il titolo Micro.

## Trama
Un gruppo di giovani laureati di Cambridge è attirato alle Hawaii per lavorare per una misteriosa compagnia biotecnologica, specializzata in microrobotica. Ma un conflitto con il presidente della compagnia, che ha ucciso il suo vice e intende fare di tutto per nasconderlo, li porta a dover combattere per la sopravvivenza: vengono miniaturizzati e si ritrovano abbandonati nella foresta equatoriale, lottando contro ogni sorta di insetto che ora, rispetto a loro, è un mostro gigantesco. Potranno contare solo sulle proprie conoscenze scientifiche e sul proprio ingegno.